# Collegio della Mercanzia
Il Nobile Collegio della Mercanzia era la sede della corporazione dei Mercanti di Perugia, presieduto da quattro consoli e quarantaquattro rettori. A questa corporazione erano aggregate quelle dei Panni di lino e dei Merciari. L'arte della Mercanzia già nel 1279 godeva di una condizione privilegiata e nel 1342 era la maggiore delle corporazioni della città. Dei dieci priori che reggevano la città due appartenevano alla corporazione della Mercanzia.

## Storia
Il Collegio della Mercanzia non ebbe una sede fissa fino al 1390, quando il comune, a saldo di un debito di 1400 fiorini, concesse alla corporazione dei Mercanti uno dei fondi che si aprivano con archi ogivali al pianterreno del Palazzo dei Priori.
L'ambiente fungeva da sala delle Udienze, dove si giudicavano le liti fra mercanti, sorvegliavano pesi e misure, controllava l'amministrazione del Comune, esercitava una funzione di tutela delle pubbliche libertà.

## Descrizione
Al Collegio si accede da un grande arco ogivale affacciato su corso Vannucci (seconda porta a destra del Palazzo dei Priori, vicino al Collegio del Cambio), direttamente nella sala dell'Udienza. 
La sala rettangolare è in penombra, presenta volte a vela costolonate ed è completamente coperta da un rivestimento  ligneo, formato da pannelli intarsiati con vari tipi di legno, in modo da mettere in risalto le diverse tonalità,  eseguito  probabilmente ad opera di maestranze d'Oltralpe. Un raro esempio di decorazione  che  riproduce alle pareti i moduli trecenteschi del quadrilobo  inscritto entro il quadrato, mentre nella volta ricorrono dei rombi intarsiati "a mosaico" , racchiusi all'interno di un riquadro.

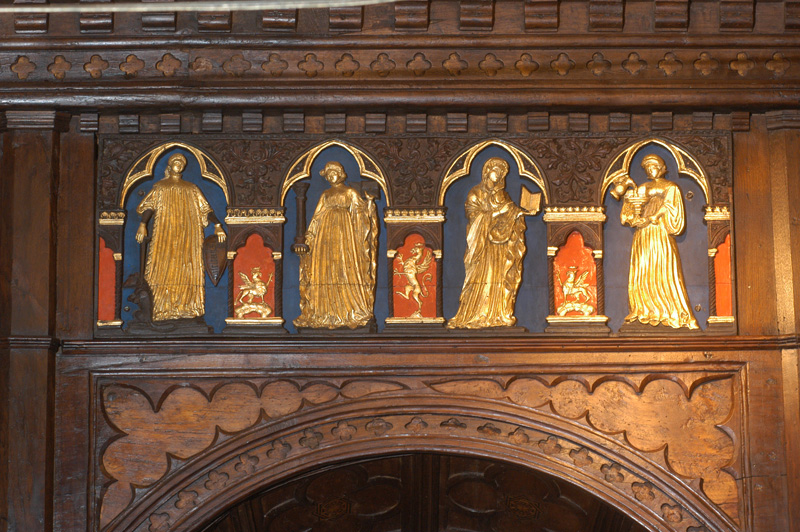
Prudenza, Fortezza, Giustizia, Temperanza - Collegio della Mercanzia di Perugia

Sulla lunetta sita in alto a destra del tribunale, in un rosone, possiamo vedere il simbolo dell'arte: il grifo perugino sopra una balla  dei panni (stemma dell'arte che ricorre più volte); al di sotto una cornice ad archetti pensili.
In basso, per i tre lati, gira un sedile intagliato e intarsiato. Nel mezzo della parete sinistra troviamo una nicchia con un pulpito ligneo con colonnette a spirale e al di sopra quattro figure intagliate a bassorilievo: Prudenza, Fortezza, Giustizia, Temperanza.
Il bancone fu eseguito nel 1462 da Costanzo di Mattiolo per il Collegio dei Notari e acquistato dal collegio della Mercanzia nel 1865.
Accanto alla sala dell'Udienza si trova la sala dell'Archivio; questa è divisa in due vani: nel primo sono conservate le tre matricole dell'Arte del 1329, del 1356 (miniature delle porte cittadine ad opera dell'orafo perugino Matteo di Ser Cambio) e del 1599.
Nel secondo troviamo pitture (1899) del perugino Domenico Bruschi e tracce di una più antica decorazione ad affresco del XVII secolo.

## Galleria d'immagini

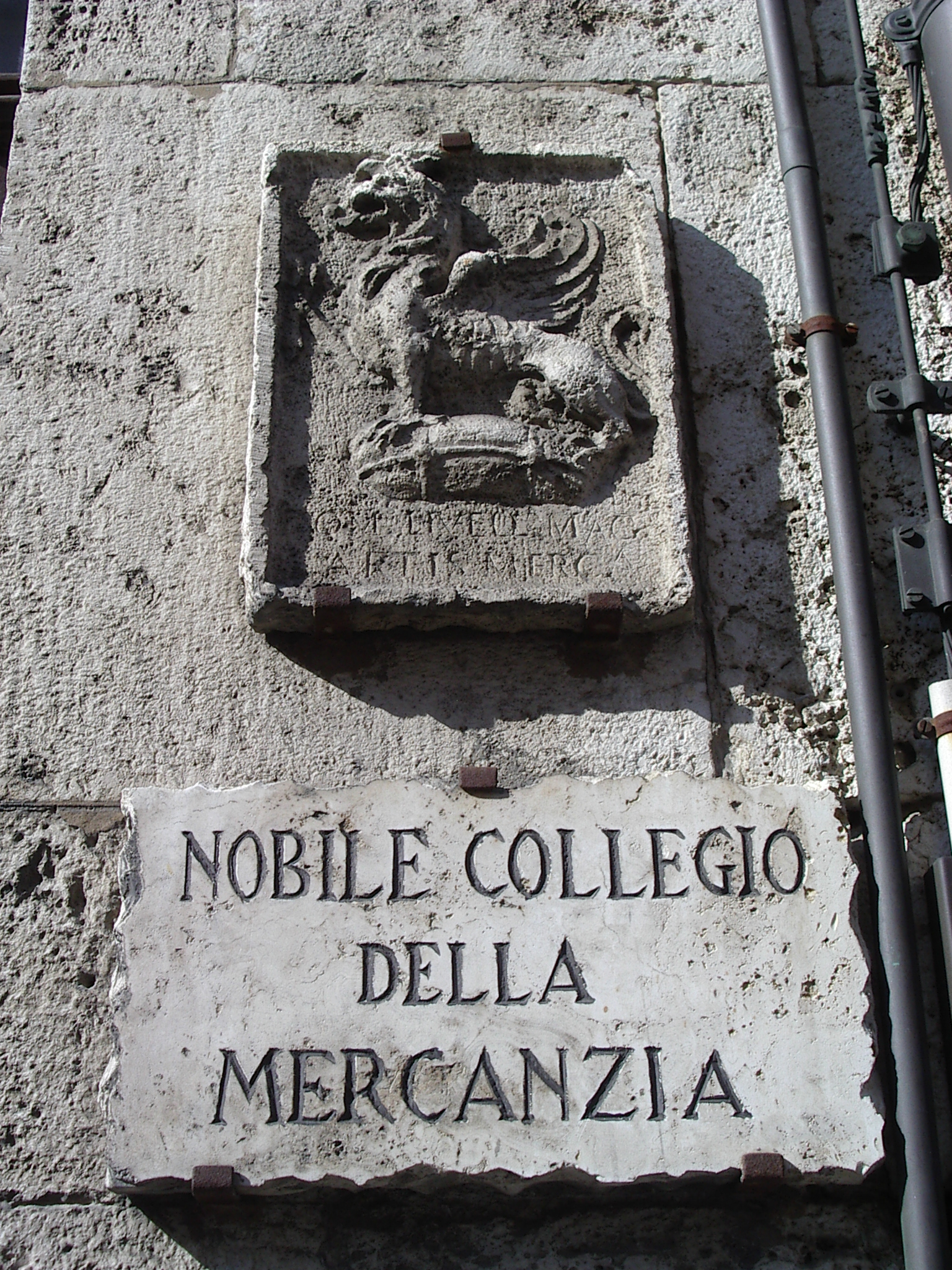
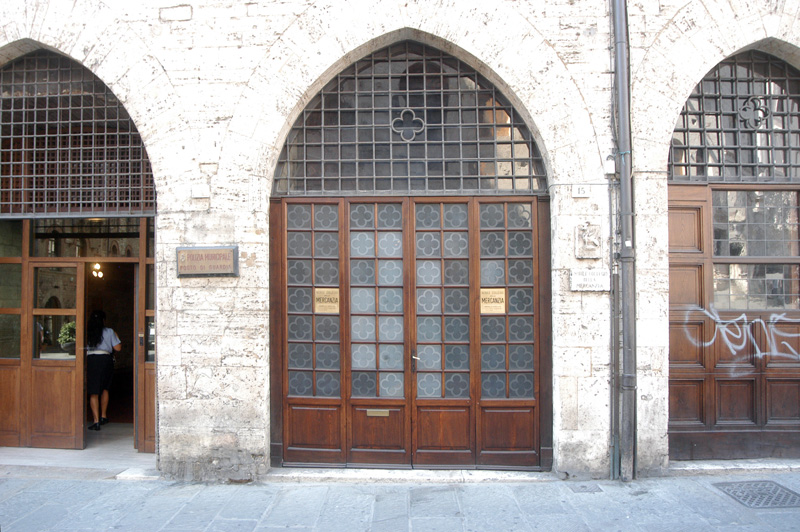
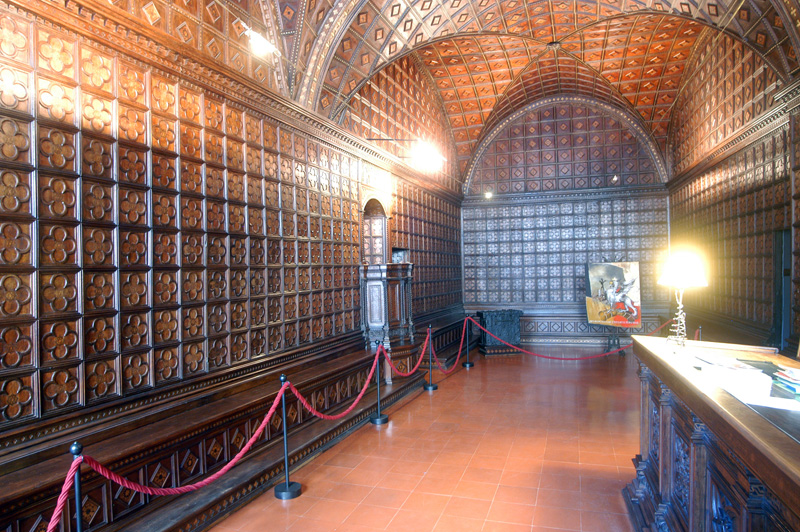